# BRIT Awards 2005
Die BRIT Awards 2005 wurden am 9. Februar 2005 im Londoner Earls Court verliehen. Die Moderation übernahm wie im Vorjahr Chris Evans.
Erfolgreichster Künstler mit drei gewonnenen Preisen war die Band Scissor Sisters. Die meisten Nominierungen mit fünf Stück hatte Franz Ferdinand.

## Liveauftritte
- Daniel Bedingfield featuring Natasha Bedingfield – Ain’t Nobody
- Franz Ferdinand – Take Me Out
- Green Day – American Idiot
- Gwen Stefani – What You Waiting For?
- Jamelia featuring Lemar – Addicted to Love
- Joss Stone featuring Robbie Williams – Right to Be Wrong / Angels
- Keane – Everybody's Changing
- Snoop Dogg featuring Pharrell – What's My Name?
- Scissor Sisters – Take Your Mama
- Bob Geldof – I Don’t Like Mondays
- The Streets – Dry Your Eyes

## Gewinner und Nominierte
| British Album | British Single |
| --- | --- |
| - Keane – Hopes and Fears - Franz Ferdinand – Franz Ferdinand - Muse – Absolution - Snow Patrol – Final Straw - The Streets – A Grand Don't Come for Free                 | - Will Young – Your Game - Band Aid 20 – Do They Know It’s Christmas? - Jamelia – Thank You - LMC vs U2 – Take Me to the Clouds Above - The Shapeshifters – Lola's Theme |
| British Male | British Female |
| - The Streets - Jamie Cullum - Lemar - Morrissey - Will Young | - Joss Stone - Amy Winehouse - Jamelia - Natasha Bedingfield - PJ Harvey                                                                                                 |
| British Group | British Breakthrough Act |
| - Franz Ferdinand - Kasabian - Keane - Muse - Snow Patrol | - Keane - Franz Ferdinand - Joss Stone - Natasha Bedingfield - The Zutons                                                                                                |
| British Rock Act | British Urban Act |
| - Franz Ferdinand - Kasabian - Muse - Snow Patrol - The Libertines | - Joss Stone - Dizzee Rascal - Jamelia - Lemar - The Streets |
| British Live Act | Pop Act |
| - Muse - Franz Ferdinand - Jamie Cullum - Kasabian - The Libertines | - McFly - Avril Lavigne - Girls Aloud - Natasha Bedingfield - Westlife                                                                                                   |
| International Album | |
| - Scissor Sisters – Scissor Sisters - The Killers – Hot Fuss - Maroon 5 – Songs About Jane - Outkast – Speakerboxxx/The Love Below - U2 – How to Dismantle an Atomic Bomb | |
| International Male | International Female |
| - Eminem - Brian Wilson - Kanye West - Tom Waits - Usher | - Gwen Stefani - Alicia Keys - Anastacia - Kelis - Kylie Minogue |
| International Group | International Breakthrough Act |
| - Scissor Sisters - Green Day - Maroon 5 - Outkast - U2 | - Scissor Sisters - Jet - Kanye West - The Killers - Maroon 5 |

Outstanding Contribution to Music
- Bob Geldof